# Горный прямоклювый медосос
Горный прямоклювый медосос (лат. Timeliopsis fulvigula) — вид воробьиных птиц из семейства медососовых (Meliphagidae).
Вид был впервые описан немецким орнитологом Германом Шлегелем (1804—1884).

## Описание
Обитает в Индонезии и Папуа — Новой Гвинеи.
В природе обитает в субтропиках в горных тропических муссонных лесах.
МСОП присвоил таксону охранный статус «Виды, вызывающие наименьшие опасения» (LC).

## Систематика
Впервые вид был описан под названием Euthyrhynchus fulvigula Schlegel, 1871.
Выделяют несколько подвидовых форм:
- Timeliopsis fulvigula fulvigula (Schlegel, 1871) — горы на полуостровах Vogelkop и Onin (Fakfak Mts) на северо-западе Новой Гвинеи.
- ? Timeliopsis fulvigula fuscicapilla Mayr, 1931 — полуострова Huon на северо-востоке Новой Гвинеи.
- Timeliopsis fulvigula meyeri (Salvadori, 1896) — центральные области Новой Гвинеи от горы Weyland Mts E, включая Foja Mts и North Coastal Range (Bewani Mts), вплоть до юго-востока острова(включая гору Mt Bosavi).
- ? Timeliopsis fulvigula montana — описан с горы Goliath (Oranje Range). Статус неясен и видимо является синонимом подвида meyeri.